# Валя-Пожарулуй
Валя-Пожарулуй (рум. Valea Pojarului) — село у повіті Горж в Румунії. Входить до складу комуни Бустукін.
Село розташоване на відстані 195 км на захід від Бухареста, 37 км на схід від Тиргу-Жіу, 67 км на північ від Крайови.

## Населення
За даними перепису населення 2002 року у селі проживали 509 осіб, з них 508 осіб (99,8%) румунів. Рідною мовою 508 осіб (99,8%) назвали румунську.